# Storm Runner
Storm Runner is een lanceerachtbaan in het Amerikaanse attractiepark Hersheypark.

## Algemene informatie
Storm Runner werd gebouwd door het Zwitserse Intamin AG en opende op 8 mei 2004. Bij de opening van Storm Runner was het de derde accelerator coaster die Intamin AG had gebouwd na Xcelerator in Knott's Berry Farm en Top Thrill Dragster in Cedar Point.
Storm Runner heeft een dubbel station met een wissel om de capaciteit te verhogen.

## De rit
Na het verlaten van het station wordt de achtbaantrein gelanceerd alvorens over een tophat heen te rijden. Hierna volgen diverse inversies waaronder een Cobra-loop en kruisingen met andere attracties zoals de Trailblazer en de monorail.

## Trivia
- Storm Runner komt ook voor in het uitbereidingspakket Dolle Waterpret bij het computerspel RollerCoaster Tycoon 3